# Cimentera i Colònia del Xerallo
La Cimentera i Colònia del Xerallo és una construcció al municipi de Sarroca de Bellera a la comarca del Pallars Jussà inclosa a l'Inventari del Patrimoni Arquitectònic de Catalunya.

## Descripció
La cimentera i colònia de Xerallo és un complex industrial i urbà a tocar del riu de les Esglésies. La colònia té dos nuclis principals, un al vessant de ponent de la fàbrica, enlairat i a una banda del riu, i l'altre, al costat de llevant de la fàbrica a l'altre marge del riu i al llarg de la carretera. A la colònia hi ha habitatges unifamiliars d'una sola planta i blocs d'habitatges de diferent estil i dimensions. Al recinte fabril hi ha diverses naus de planta rectangular de diferent llargària cobertes majoritàriament per teulades a dues i quatre vessants. Destaca la xemeneia amb cos de forma troncocònica, de secció circular acabada amb un coronament senzill format per un anell motllurat i un tram curt de cilindre.

## Història
La fàbrica de ciment de Xerallo va iniciar el seu funcionament l'any 1951 per part de l'“Empresa Nacional Hidroeléctrica de la Ribagorzana” (ENHER) i va tancar definitivament l'any 1973. Es va situar a prop de pedreres calcàries de les quals extreia la matèria primera i de les mines de Malpàs, d'on aprofitava el carbó de combustible per als forns de la fàbrica. La maquinària indispensable per a la construcció es va obtenir de la compra d'una fàbrica de ciment a Ravels (Bèlgica) que es va desmuntar i transportar en vaixell fins al port de Tarragona.
Més tard el carbó va ser substituït per gasoil. Aquesta fàbrica al bell mig del Pirineu fabricava ciment per a la construcció de centrals hidroelèctriques.
La colònia disposava de tots els serveis propis d'un poble gran amb escola, atenció sanitària, casino, església, menjador, comerç i bars, a banda dels habitatges pels treballadors.
Actualment la fàbrica és en estat d'abandó tot i que a la colònia, que va donar lloc al poble, els habitatges s'han restaurat i reaprofitat principalment com a segona residència.